# Eucranium arachnoides
Eucranium arachnoides är en skalbaggsart som beskrevs av Gaspard Auguste Brullé 1837. Eucranium arachnoides ingår i släktet Eucranium och familjen bladhorningar. Inga underarter finns listade i Catalogue of Life.